# Staniša Neorčić
Staniša Neorčić je bački hrvatski književnik. Pisao je prigodne pučke pjesme.
Nazočio je osnivačkoj skupštini stranke koju je osnovao Beno Sudarević 13. lipnja 1906., uoči samih izbora. Nazočio je zajedno s bilježnikom Fabijanom Malagurskim, kojeg su zamolili neka im bude odvjetnik, Vranju Sudarevića kojeg su zamolili neka bude predsjednik, a sudjelovanje u novoj stranci ponudili su osim to dvoje, odvjetnički pisari Stipan Matijević i Josip Vojnić Hajdukov. Osnivačkoj su sjednici još nazočili Pajo Kulundžić, Andrija Pletikosić i drugi.
Svojim djelima je ušao u antologiju poezije bunjevačkih Hrvata iz 1971., sastavljača Geze Kikića, u izdanju Matice hrvatske.

## Vanjske poveznice
- Antologija poezije bunjevačkih Hrvata  Arhivirana inačica izvorne stranice od 17. travnja 2008. (Wayback Machine)